# Корриган, Роберт
Роберт Энтони Корриган (англ. Robert Anthony Corrigan) (21 апреля 1935 — 5 июля 2024) — американский учёный, ректор Массачусетского университета в Бостоне (1979—1988), президент Университета штата Калифорния в Сан-Франциско (1988—2012).

## Биография
Роберт Корриган родился 21 апреля 1935 года в Нью-Лондоне, Коннектикут. Его отец Энтони работал на литейном заводе, мать Роуз была главным поваром в школьной столовой в Нью-Лондоне. В 1953 году Роберт стал первым членом семьи за три поколения, получившим диплом средней школы в Классической средней школе в Спрингфилде (штат Массачусетс). После школы по академической стипендии поступил в Университет Брауна в Провиденсе (штат Род-Айленд), во время учёбы работал в книжном магазине.
В 1957 году Корриган получил степень бакалавра гуманитарных наук в Университете Брауна, через два года, в 1959 году он окончил Пенсильванский университет, где получил степень магистра искусств и в 1967 году — степень доктора философии в области американской цивилизации.

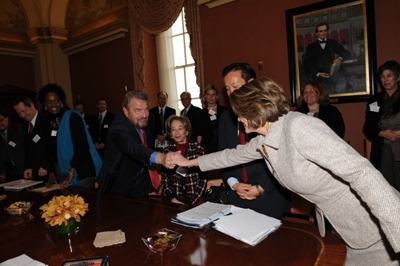
Конгрессмен Пелоси встречается с президентом Университета штата Сан-Франциско Робертом Корриганом. 2009 год

В 1957—1959 году, во время обучения в Пенсильванском университете, работал научным сотрудником Исторической комиссии Филадельфии. С 1959 по 1962 год работал преподавателем американской литературы и культуры в Гетеборгском университете в Швеции.
С 1962 по 1963 год работал преподавателем английской литературы в колледже Брин-Мар. В 1963—1964 году работал в Пенсильванском университете преподавателем американской цивилизации, параллельно был приглашённым преподавателем в Художественном колледже при музее Филадельфии.

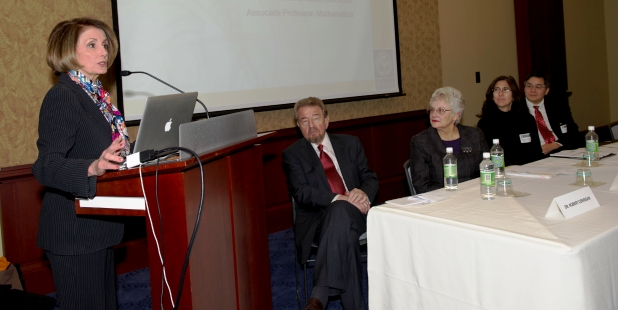
Конгрессмен Пелоси беседует с президентом SFSU доктором Робертом Корриганом. 2011 год

В 1964 году перешёл на работу в Университет Айовы. С 1964 по 1966 год работал преподавателем английского языка, в 1966—1969 году был доцентом, в 1969—1973 году — доцентом кафедры английской и американской цивилизации Университета Айовы. В 1970 году параллельно был приглашённым профессором американских исследований в Гриннелл-колледже.
В 1973—1974 году Корриган работал деканом Колледжа искусств и наук, профессором английского языка Университета Миссури в Канзас-Сити. С 1974 по 1979 год был проректором по искусству и гуманитарным наукам и профессором английских и американских исследований в Мэрилендском университете в Колледж-Парке.
С 1979 по 1988 год Корриган был ректором и профессором английского языка в Массачусетском университете в Бостоне.
С 1988 по 2012 год был президентом Университета штата Калифорния в Сан-Франциско, работал там же профессором кафедры английского языка и гуманитарных наук.

## Личная жизнь
Со своей первой женой Корриган познакомился на встрече первокурсников в университете, Джеральдин Бриссон тоже была студенткой, они поженились в 1956 году.
В 1970 году Корриган познакомился с Джойс Мобли, которая приехала в Университет Айовы, чтобы помочь с программой для чернокожих преподавателей. Она была чернокожей, он белый. Они поженились в 1975 году.
Роберт Корриган скончался в своем доме в Сан-Франциско 5 июля 2024 года. Ему было 89 лет.